# Saison 8 de Friends
Chronologie
Saison 7 Saison 9
Cet article présente les épisodes de la huitième saison de la série télévisée américaine Friends.

## Intrigue
La huitième saison commence par des interrogations sur le père de l'enfant que porte Rachel. Ross se révèle finalement être le père de cet enfant. Lors du mariage entre Chandler et Monica, Ross rencontre Mona, une jeune femme séduisante. Ils auront une relation, mais cela est difficile à cause de la grossesse de Rachel. Lorsque Mona l'apprend, elle pardonne à Ross. Toutefois elle va finir par rompre quand elle s'aperçoit que Rachel et Ross vivent ensemble.
Rachel vit désormais avec Joey, depuis que l'appartement de Phoebe a pris feu. D'ailleurs elle décide de rester avec lui car elle s'y plait. Joey commence à éprouver des sentiments pour sa nouvelle colocataire. Finalement, Rachel donne naissance à une fille, Emma, et à la suite d'un quiproquo, croit comprendre que Joey la demande en mariage et accepte. C'était en réalité Ross qui avait l'intention de lui demander sa main. Quant à Chandler et Monica, ils envisagent d'avoir un enfant.

## Épisodes

### Épisode 1: Celui qui venait de dire oui
- États-Unis : 27 septembre 2001
- France : 4 avril 2002 sur Canal Jimmy, puis le 5 mars 2003 sur France 2

- États-Unis : 31,70 millions de téléspectateurs[1] (première diffusion)

- Elliott Gould (Jack Geller)
- Bonnie Somerville (Mona)
- Morgan Fairchild (Nora Bing)
- Cole Sprouse (Ben Geller)
- Christina Pickles (Judy Geller)

### Épisode 2: Celui qui avait un sweat rouge
- États-Unis : 4 octobre 2001
- France : 4 avril 2002 sur Canal Jimmy, puis le 12 mars 2003 sur France 2

- États-Unis : 30,04 millions de téléspectateurs[1] (première diffusion)

Eddie Cahill (Tag Jones)

### Épisode 3: Celui qui découvrait sa paternité
- États-Unis : 11 octobre 2001
- France : 16 avril 2002 sur Canal Jimmy, puis le 19 mars 2003 sur France 2

### Épisode 4: Celui qui avait fait une vidéo
- États-Unis : 18 octobre 2001
- France : 16 avril 2002 sur Canal Jimmy, puis le 26 mars 2003 sur France 2

- États-Unis : 25,58 millions de téléspectateurs[1] (première diffusion)

Lisa Thornhill (Kristen)

### Épisode 5: Celui qui draguait Rachel
- États-Unis : 25 octobre 2001
- France : 23 avril 2002 sur Canal Jimmy, puis le 2 avril 2003 sur France 2

- États-Unis : 25,64 millions de téléspectateurs[1] (première diffusion)

- Bonnie Somerville (Mona)
- Kevin Rahm (Tim)
- Chris Parnell (Bob)
- Geoff Pierson (Mr. Franklin)
- Johnny Messner (Kash)

Lors de sa première diffusion sur France 2, cet épisode s'appelait Celui qui avait plusieurs prénoms.

### Épisode 6: Celui qui perturbait Halloween
- États-Unis : 1er novembre 2001
- France : 23 avril 2002 sur Canal Jimmy, puis le 16 avril 2003 sur France 2

- États-Unis : 26,96 millions de téléspectateurs[1] (première diffusion)

- Bonnie Somerville (Mona)
- Sean Penn (Éric)
- Emily Osment (Lelani Mayolanofavich)

### Épisode 7: Celui qui voulait garder Rachel
- États-Unis : 8 novembre 2001
- France : 30 avril 2002 sur Canal Jimmy, puis le 23 avril 2003 sur France 2

- États-Unis : 24,24 millions de téléspectateurs[1] (première diffusion)

- Sean Penn (Éric)
- Arden Myrin (Brenda)

### Épisode 8: Celui qui engageait une strip-teaseuse
- États-Unis : 15 novembre 2001
- France : 30 avril 2002 sur Canal Jimmy, puis le 30 avril 2003 sur France 2

- États-Unis : 26,54 millions de téléspectateurs[1] (première diffusion)

Bonnie Somerville (Mona)

### Épisode 9: Celui qui avait fait courir la rumeur
- États-Unis : 22 novembre 2001
- France : 7 mai 2002 sur Canal Jimmy, puis le 7 mai 2003 sur France 2

- États-Unis : 24,24 millions de téléspectateurs[1] (première diffusion)

Brad Pitt (Will Colbert)

### Épisode 10: Celui qui défendait sa sœur
- États-Unis : 6 décembre 2001
- France : 7 mai 2002 sur Canal Jimmy, puis le 14 mai 2003 sur France 2

- États-Unis : 22,44 millions de téléspectateurs[1] (première diffusion)

- Trudie Styler (dans son propre rôle)
- Marla Sokoloff (Dina Tribbiani)
- Cole Sprouse (Ben Geller)

### Épisode 11: Celui qui ne voulait pas aller plus loin
- États-Unis : 13 décembre 2001
- France : 14 mai 2002 sur Canal Jimmy, puis le 21 mai 2003 sur France 2

- États-Unis : 23,85 millions de téléspectateurs[1] (première diffusion)

- Bonnie Somerville (Mona)
- Sam McMurray (Doug)
- Shawn Christian (Dr. Schiff)

### Épisode 12: Celui qui passait une soirée avec Rachel
- États-Unis : 10 janvier 2002
- France : 14 mai 2002 sur Canal Jimmy, puis le 11 février 2004 sur France 2

- États-Unis : 25,53 millions de téléspectateurs[1] (première diffusion)

- Cole Sprouse (Ben Geller)
- Krista Allen (Mable)

### Épisode 13: Celui qui découvrait les joies du bain
- États-Unis : 17 janvier 2002
- France : 21 mai 2002 sur Canal Jimmy, puis le 11 juin 2003 sur France 2

- États-Unis : 29,24 millions de téléspectateurs[1] (première diffusion)

### Épisode 14: Celui qui découvrait le placard secret
- États-Unis : 31 janvier 2002
- France : 21 mai 2002 sur Canal Jimmy, puis le 12 février 2004 sur France 2

- États-Unis : 28,64 millions de téléspectateurs[1] (première diffusion)

### Épisode 15: Celui qui visionnait la vidéo de l'accouchement
- États-Unis : 7 février 2002
- France : 28 mai 2002 sur Canal Jimmy, puis le 25 juin 2003 sur France 2

- États-Unis : 28,64 millions de téléspectateurs[1] (première diffusion)

Bonnie Somerville (Mona)

### Épisode 16: Celui qui avouait tout à Rachel
- États-Unis : 28 février 2002
- France : 28 mai 2002 sur Canal Jimmy, puis le 3 septembre 2003 sur France 2

- États-Unis : 27,52 millions de téléspectateurs[1] (première diffusion)

### Épisode 17: Celui qu'on voyait dans les feuilles de thé
- États-Unis : 7 mars 2002
- France : 4 juin 2002 sur Canal Jimmy, puis le 10 septembre 2003 sur France 2

- États-Unis : 26,30 millions de téléspectateurs[1] (première diffusion)

- Alec Baldwin (Parker)
- Bonnie Somerville (Mona)
- James LeGros (Jim)
- Mark Lutz (L'homme avec Mona)

### Épisode 18: Celui qui était trop positif
- États-Unis : 28 mars 2002
- France : 4 juin 2002 sur Canal Jimmy, puis le 17 septembre 2003 sur France 2

- États-Unis : 22,05 millions de téléspectateurs[1] (première diffusion)

- Alec Baldwin (Parker)
- Elliott Gould (Jack Geller)
- Christina Pickles (Judy Geller)
- Ellen Gerstein (Aunt Lisa)

### Épisode 19: Celui qui se faisait interviewer
- États-Unis : 4 avril 2002
- France : 11 juin 2002 sur Canal Jimmy, puis le 24 septembre 2003 sur France 2

- États-Unis : 22,59 millions de téléspectateurs[1] (première diffusion)

Sasha Alexander (la journaliste)

### Épisode 20: Celui qui était le maillon fragile
- États-Unis : 25 avril 2002
- France : 11 juin 2002 sur Canal Jimmy, puis le 1er octobre 2003 sur France 2

- États-Unis : 22,24 millions de téléspectateurs[1] (première diffusion)

Marlo Thomas (Sandra Green)

### Épisode 21: Celui qui passait un entretien d'embauche
- États-Unis : 2 mai 2002
- France : 18 juin 2002 sur Canal Jimmy, puis le 8 octobre 2003 sur France 2

- États-Unis : 23,97 millions de téléspectateurs[1] (première diffusion)

- Rena Sofer (Katie)
- Tucker Smallwood (M. Tyler)

### Épisode 22: Celui qui assistait à la première
- États-Unis : 9 mai 2002
- France : 18 juin 2002 sur Canal Jimmy, puis le 15 octobre 2003 sur France 2

- États-Unis : 24,32 millions de téléspectateurs[1] (première diffusion)

June Gable (Estelle Leonard)

### Épisode 23: Celui qui avait un bébé [1/2]
- États-Unis : 16 mai 2002
- France : 25 juin 2002 sur Canal Jimmy, puis le 22 octobre 2003 sur France 2

- Debi Mazar (Doreen)
- Eddie McClintock (Cliff)
- Maurice Godin (Sid)
- Rachael Harris (Julie)
- Tim DeKay (Marc)
- Maggie Wheeler (Janice)
- Christina Pickles (Judy Geller)

### Épisode 24: Celui qui avait un bébé [2/2]
- États-Unis : 16 mai 2002
- France : 25 juin 2002 sur Canal Jimmy, puis le 29 octobre 2003 sur France 2

- Eddie McClintock (Cliff)
- Maurice Godin (Sid)
- Maggie Wheeler (Janice)